# Rüdiger Schmidt-Wiethoff
Rüdiger Schmidt-Wiethoff (* 7. Mai 1965 in Korbach) ist ein deutscher Sportmediziner und Hochschullehrer.

## Leben
Schmidt-Wiethoff studierte zwischen 1986 und 1992 Humanmedizin an der Philipps-Universität Marburg sowie an der Heinrich-Heine-Universität Düsseldorf. Seine 1993 abgeschlossene Doktorarbeit behandelte das Thema „Ultraschalluntersuchung bei Spinaler Muskelatrophie“. In Folge seiner in Düsseldorf geleisteten Dienstzeit als Arzt im Praktikum sowie als Assistenzarzt erhielt er 1994 die ärztliche Approbation. Von 1994 bis 1996 war Schmidt-Wiethoff als Assistenzarzt in der Abteilung für Unfallchirurgie der Universitätsklinik Mainz sowie von 1996 bis 1999 ebenfalls als Assistenzarzt an der Sportklinik Stuttgart tätig. In seine Dienstzeit in Stuttgart fiel der Abschluss der Ausbildung zum Facharzt für Orthopädie sowie seine Zusatzqualifikation im Bereich Sportmedizin.
Zwischen 2000 und 2007 arbeitete er an der Kölner Klinik für Orthopädie und Sporttraumatologie. 2004 schloss Schmidt-Wiethoff seine Habilitation ab und wurde zum Privatdozenten „Biomechanische, klinische und morphologische Studien zum Ersatz des vorderen Kreuzbandes in Pressfit-Technik“ ernannt. Am 1. April 2005 trat er eine Professorenstelle am Institut für Biomechanik und Orthopädie der Deutschen Sporthochschule Köln an. 2006 wurde er Facharzt für „Orthopädie und Unfallchirurgie“. An der Sporthochschule war Schmidt-Wiethoff bis 2008 tätig. Mit dem Beginn des Jahres 2008 übernahm er die ärztliche Leitung der ARCUS Sportklinik Pforzheim.
Er ist Ehrenvorstandsmitglied der Deutsch-Österreichisch-Schweizerischen Gesellschaft für Orthopädisch-Traumatologische Sportmedizin (GOTS) sowie jeweils Beiratsmitglied der Zeitschrift „Sportorthopädie – Sporttraumatologie“ und des Deutschen Forschungszentrums für Leistungssport.
In seiner Forschungsarbeit befasst sich Schmidt-Wiethoff unter anderem mit Sportverletzungen (insbesondere des Knies), Ausdauersport aus orthopädischer Sicht und der Schulter. Zu letzterem Themengebiet leitete er 2001 und 2002 das Forschungsprojekt „Einsatz der Rasterstereographie zur Quantifizierung der normalen und abnormalen Schulterblattbewegung“.